# Resolució 1637 del Consell de Seguretat de les Nacions Unides
La Resolució 1637 del Consell de Seguretat de les Nacions Unides fou adoptada per unanimitat el 8 de novembre de 2005. Després de reafirmar les resolucions anteriors sobre l'Iraq, el Consell va ampliar el mandat de la força multinacional fins al final de 2006.
La resolució va ser patrocinada per Dinamarca, Japó, Romania, Regne Unit i Estats Units.

## Resolució

### Observacions
En presentar la resolució, el Consell de Seguretat va acollir amb satisfacció l'inici d'una nova etapa a l'Iraq i esperava amb interès el dia que les forces de l'Iraq siguessin responsables de la seguretat, i podria finalitzar el mandat de la força multinacional al país. Acollia amb beneplàcit el compromís del Govern de Transició Iraquià de treballar cap a una nació democràtica amb respecte als drets polítics i humans, i el suport de la comunitat internacional. A més, el Consell va acollir favorablement les eleccions recents i l'aprovació d'una nova constitució per al país.
La resolució també va assenyalar que el govern establert a través de les eleccions de desembre de 2005 seria el responsable de promoure el diàleg i la reconciliació a l'Iraq i configurar el seu futur. El Consell va instar els que utilitzaven la violència a entregar les seves armes i participar en el procés polític, reafirmant que el terrorisme no interrompria la transició de l'Iraq, d'acord amb la Resolució 1618 (2005). Iraq havia demanat mantenir la presència de la força multinacional, establerta en virtut de la Resolució 1546 (2004), per proporcionar seguretat i ajuda humanitària.

### Actes
Actuant sota el Capítol VII de la Carta de les Nacions Unides, el Consell va ampliar el mandat de la força multinacional a l'Iraq fins al 31 de desembre de 2006, que es revisaria abans del 21 de juny de 2006. Podria ser rescindit en qualsevol moment a petició de l'Iraq. Al mateix temps es van ampliar fins al 31 de desembre de 2006 els acords per als ingressos procedents de vendes d'exportació de petroli, productes derivats del petroli i gas natural al Fons de Desenvolupament per a l'Iraq, i el seu seguiment per la Junta Internacional d'Assessorament i Seguiment.